# روث إدنا كيلي
روث إدنا كيلي (بالإنجليزية: Ruth Edna Kelley)‏ هي أمينة مكتبة ومؤرخة أمريكية، ولدت في 8 أبريل 1893 في ماساتشوستس في الولايات المتحدة، وتوفيت في 4 مارس 1982 في ماربلهيد في الولايات المتحدة.